# ココロン (愛媛朝日テレビ)
ココロンは、愛媛県にあるテレビ朝日（ANN）系列の放送局である愛媛朝日テレビ（eat）の2005年4月1日から2015年12月31日まで同局で使用していたマスコットキャラクター。

## 概要
2005年4月1日に愛媛朝日テレビが開局10周年を迎え、CIを導入する際（旧略称「EAT」から「eat」（2代目）への変更、ロゴの変更など）に採用したキャラクターであり、当時のCMやeat制作の番組、地デジ放送のチャンネルロゴ表示などeatの随所にこのキャラクターが使われていた。オタマジャクシをモチーフにしている。
2015年のCI変更（3代目）の変更とともに同年12月31日をもって「太陽の国へ帰る」という形で、仲間たちを含めたキャラクターの使用を終了（但し、小さいぬいぐるみのココロンが出演している愛媛県警察本部協力のミニ番組『交通安全ココロンTube』は2016年3月末まで放送。また、ON&OFF〜えひめリーダーの素顔〜の番宣写真でも2016年3月末までその週の会社の社長がぬいぐるみのココロンを所持していた）。2013年頃からeatのスポーツ特番の宣伝CMに出演しているカエルのマスコット・一平くんが「広報大使」として事実上の後任キャラクターに就任、その4年後の2020年3月30日からは柑橘類とeat社名ロゴを混合した"eatフレンズ"が後任キャラクターに就任した。
なおeatでは、旧略称（初代）時代の1995年より初代マスコットキャラクターとして採用されていた"イートコドリ"という鳥の仲間「ガブリ君」が存在した。

## プロフィール
1. 名前は　「ココロン」
2. 生まれは　「太陽の国」

## 特徴
- 外部リンクを参照。

## ココロンの仲間たち
- ヒメロン
- クロロン

## ライバル
- 南海放送(RNB):ウィット
- テレビ愛媛(EBC):ビビットくん
- あいテレビ(ITV):ろっくん